# مايك والش (دبلوماسي)
مايك والش (بالإنجليزية: Mike Walsh)‏ هو دبلوماسي نيوزيلندي، ولد في 1963.